# Brucin
Brucin är en besk alkaloid nära besläktad med stryknin. Brucin kan påträffas i vissa växter – mest kända är rävkaketrädet och ignatiusbönan – och är 40 gånger mindre giftigt än stryknin.
Ämnet bildar färglösa kristalltavlor, som är lättlösliga i etanol och eter men sämre i vatten. Den har användning inom medicinen, samt för denaturering av etanol. 

## Historik
Brucin upptäcktes 1819 av Pelletier och Caventou i barken på Strychnos nux-vomica-trädet. Även om dess struktur inte härleddes förrän mycket senare, bestämdes det 1884 att den var nära besläktad med stryknin, då kemisten Hanssen omvandlade både stryknin och brucin till samma molekyl.
Brucin kan detekteras och kvantifieras med hjälp av vätskekromatografi-masspektrometri. Historiskt sett skildes brucin från stryknin genom sin reaktivitet mot kromsyra.

## Användning

### Kemiska tillämpningar
Eftersom brucin är en stor kiral molekyl har den använts i kiral upplösning. Fisher rapporterade 1899 först dess användning som ett lösningsmedel och det var den första naturliga produkten som 1904 användes av Marckwald som organokatalysator i en reaktion som resulterade i en enantiomerisk anrikning. Dess bromidsalt har använts som den stationära fasen i HPLC för att selektivt binda en av två anjoniska enantiomerer. Brucin har också använts i fraktionerad destillation i aceton för att lösa dihydroxifettsyror, samt diarylkarbinoler.

### Medicinska tillämpningar
Medan brucin har visat sig ha goda antitumöreffekter, på både hepatocellulärt karcinom och bröstcancer, har dess smala terapeutiska fönster begränsat dess användning som behandling för cancer.
Brucin används också i traditionell kinesisk medicin som ett antiinflammatoriskt och smärtstillande läkemedel, samt i vissa ayurveda och homeopatiläkemedel.

### Denaturering av alkohol
Brucine är en av de många kemikalier som används som denatureringsmedel för att göra alkohol olämplig för konsumtion.

## Säkerhet
Brucinförgiftning uppträder mycket sällan, eftersom det vanligtvis intas tillsammans med stryknin. Symtom på brucinförgiftning är muskelspasmer, kramper, rabdomyolys och akut njurskada. Brucins verkningsmekanism liknar den hos stryknin. Det fungerar som en antagonist vid glycinreceptorer och förlamar hämmande neuroner.
Den sannolika dödliga dosen av brucin hos vuxna är 1 g. Hos andra djur varierar LD50 avsevärt. 
| Djur  | Intagsväg       | LD50     |
| ----- | --------------- | -------- |
| Mus   | Subkutan        | 60 mg/kg |
| Råtta | Intraperitoneal | 91 mg/kg |
| Kanin | Peroral         | 4 mg/kg  |